# Пер-Лашез (станция метро)
Пер-Лашез (фр. Père Lachaise) — пересадочный узел линий 2 и 3 Парижского метрополитена, расположенный на границе XI и XX округов Парижа. Назван по одноимённому кладбищу, которое расположено рядом со станцией.

## История
- Пересадочный узел начал формироваться 31 января 1903 года, когда на линии 2 (тогда 2 Север) открылся участок Анвер — Александр Дюма. 19 октября 1904 года открылся первый участок линии 3 (Вилье — Пер-Лашез), окончательно сформировавший пересадочный узел.
- В 1909 году на станции был установлен первый в Парижском метро эскалатор.
- Пассажиропоток пересадочного узла по входу в 2011 году, по данным RATP, составил 4 880 201 человек[2]. В 2013 году этот показатель снизился до 4 682 893 пассажиров (94 место по уровню входного пассажиропотока в Парижском метро)[3]

## Путевое развитие
Возле каждого из залов имеются пошёрстные съезды. Также между линиями проложена служебная соединительная ветвь, позволяющая повернуть со стороны станции «Рю Сен-Мор» линии 3 к станции «Филипп Огюст» линии 2.

## Галерея

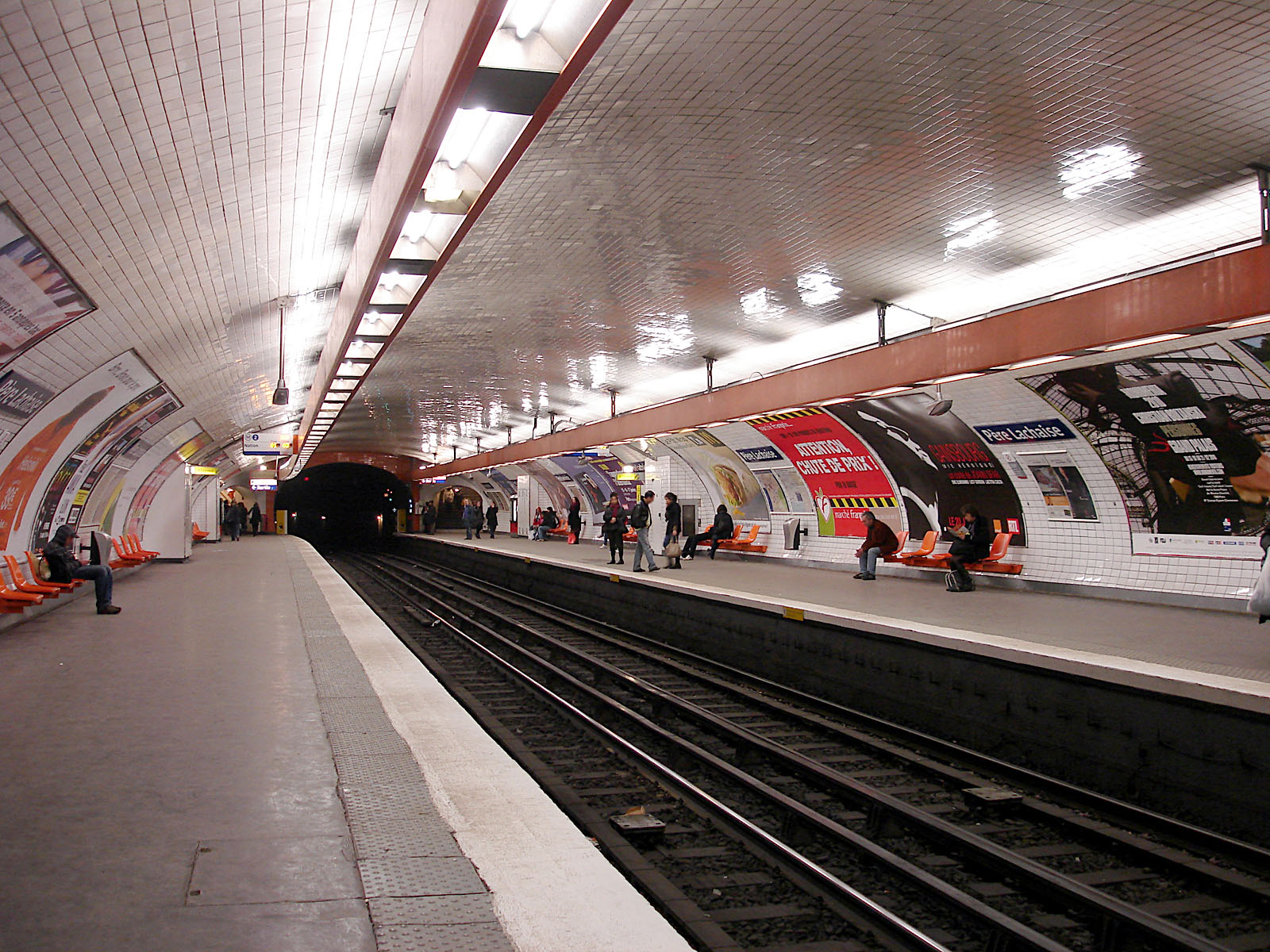
Зал линии 2
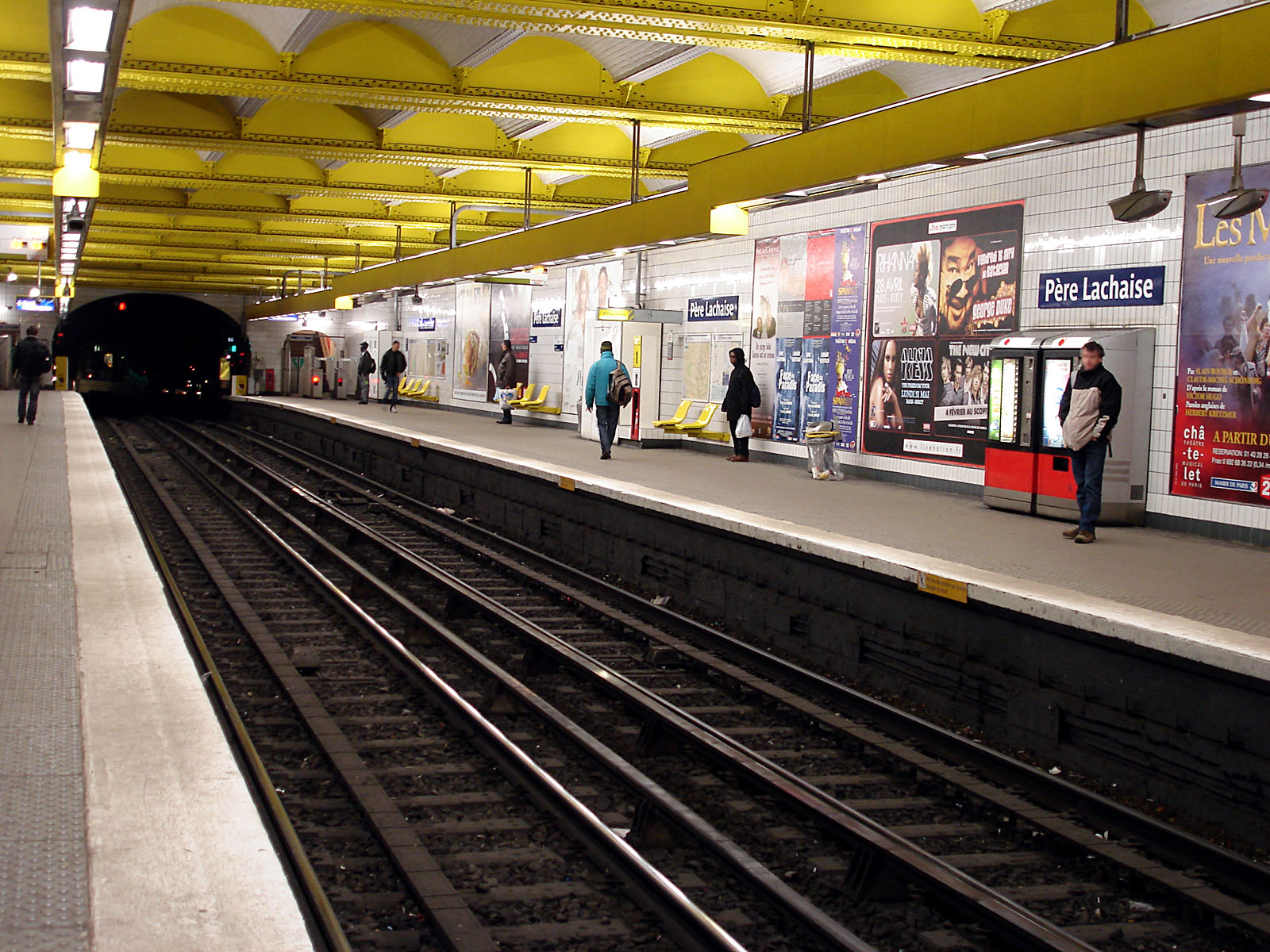
Зал линии 3
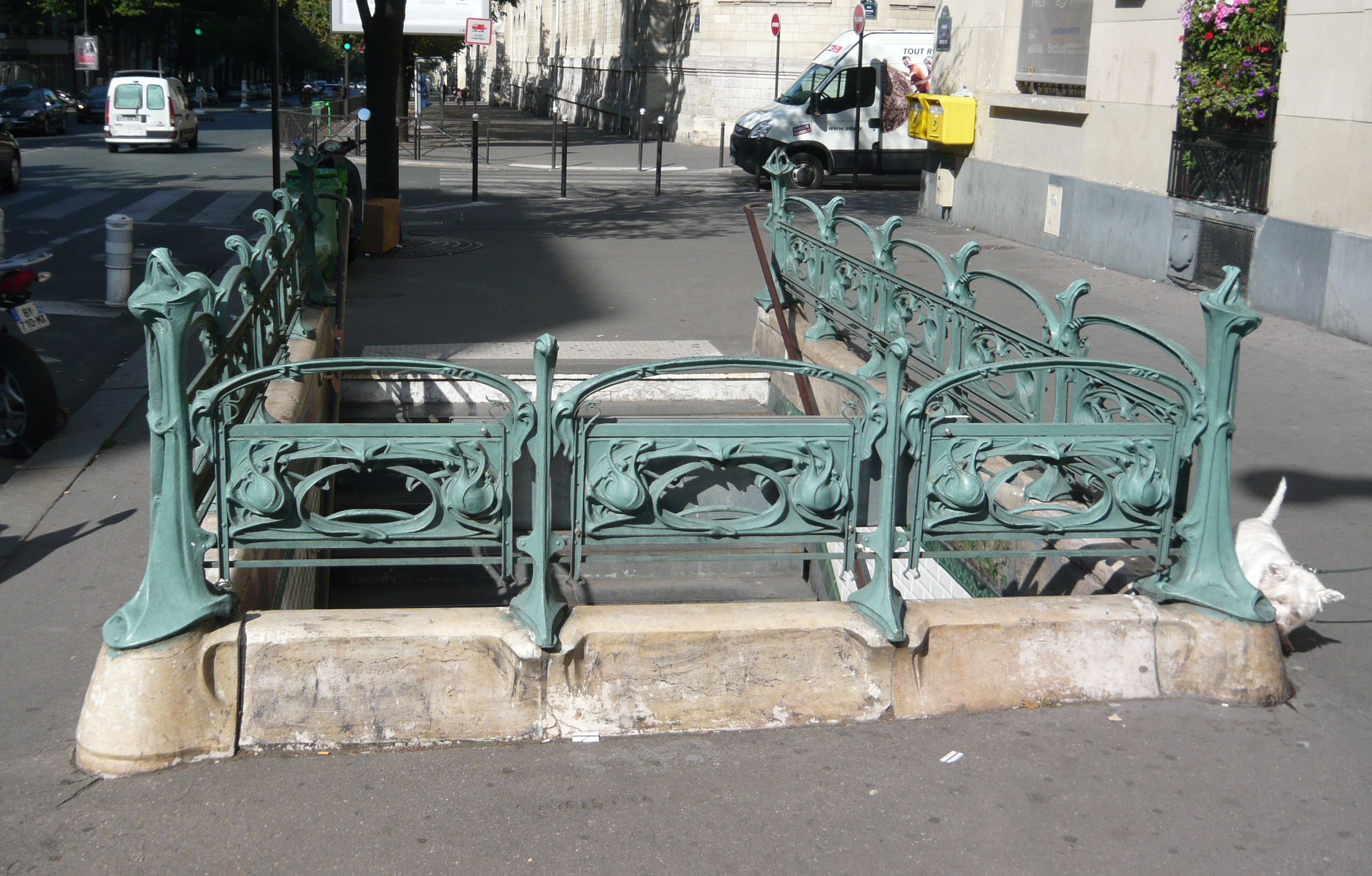
Лестничный сход, оформленный в стиле Эктора Гимара